# Старо Нагоричане (община)
Старо Нагоричане (на македонска литературна норма: Општина Старо Нагоричане; на сръбски: Општина Старо Нагоричане) е община, разположена в северната част на Северна Македония с център едноименното село Старо Нагоричане.
Общината обхваща 39 села в котловината Средорек по долното течение на реките Пчиня и Крива река на територия от 433,41 km2. Общината има 4840 жители, предимно северномакедонци със значително сръбско малцинство – 27% (2002). Гъстотата на населението е 11,17 жители на km2.

## Структура на населението
Според преброяването от 2002 година община Старо Нагоричане има 4840 жители.
| Етническа принадлежност | Процент |
| северномакедонци        | 80,71%  |
| албанци                 | 0,02%   |
| турци                   | 0,00%   |
| роми                    | 0,02%   |
| власи                   | 0,00%   |
| сърби                   | 19,13%  |
| бошняци                 | 0,00%   |
| други                   | 0,12%   |